# Andrea Mead-Lawrence
Andrea Mead-Lawrence, född 19 april 1932 i Rutland, död 30 mars 2009, var en amerikansk alpin skidåkare.
Hon blev olympisk guldmedaljör i slalom och i storslalom vid vinterspelen 1952 i Oslo.
Hennes brorson är Matt Mead, guvernör i Wyoming från 2011 till 2019.